# Première Armée serbe
La Première Armée serbe (en serbe : Српска Прва Армија et Srpska Prva Armija) est une force militaire du royaume de Serbie.

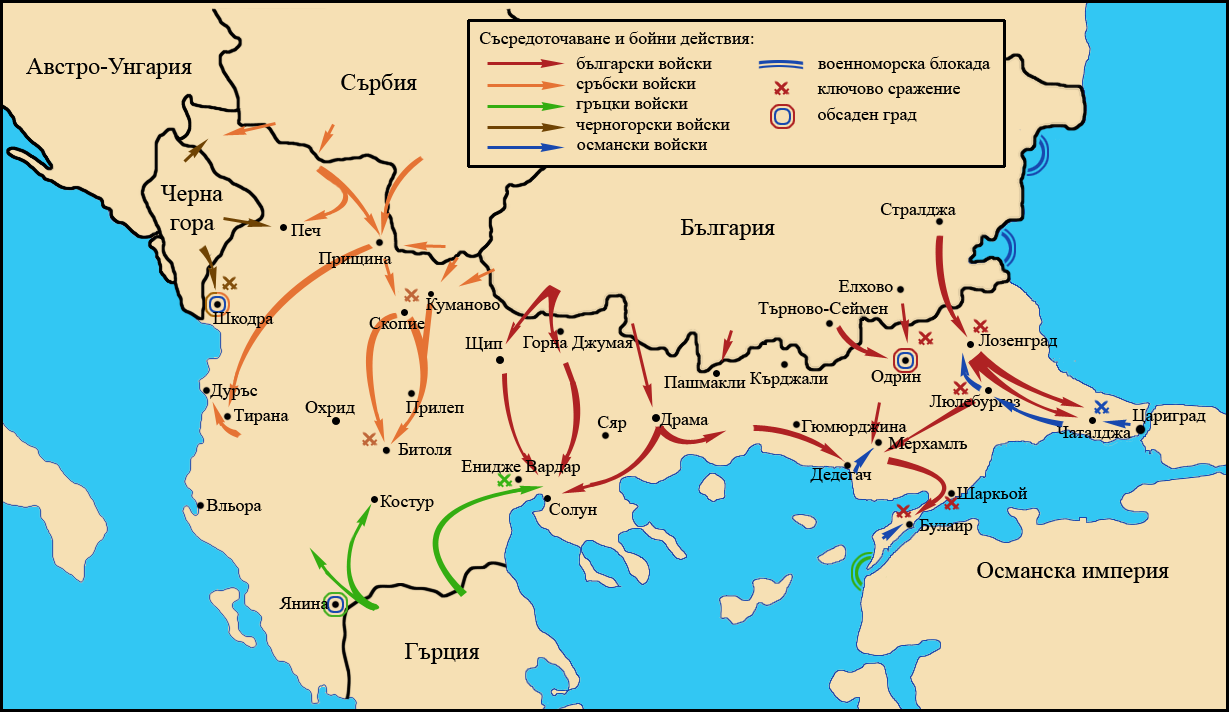
les armées serbes pendant la première guerre balkanique, en orange.

## Première guerre balkanique
- Commandant : prince Alexandre Karađorđević
- Colonel Petar Bojović, chef d'état-major

| Divisions                                            | Régiments et batteries |
| ---------------------------------------------------- | --- |
| division de cavalerie : prince Arsen Karađorđević    | - I régiment de cavalerie Miloš Obilić - Maj Antonije Antić - II régiment de cavalerie Car Dušan - Maj Vojin Čolak-Antić - III régiment de cavalerie - Maj Petar Savatić - IV régiment de cavalerie Konstantin Konstantinović - artillerie divisionnaire de cavalerie - Maj Berislav Todorović |
| division Morava : Col Ilija Gojković                 | - I régiment d'infanterie Miloš Veliki - LtCol Dušan Tufegdžić - II régiment d'infanterie Knjaz Mihailo (depuis la Bataille de Monastir surnommée "le régiment de fer") - LtCol Vlada Ristić - III régiment d'infanterie - LtCol Ivan Pavlović - XVI régiment d'infanterie Car Nikolaj II - LtCol Jovan Viktorović - artillerie de campagne régiment Morava (moins la 9e batterie attachée à la brigade de première ligne) - LtCol Ljubomir Pokorni - 1re batterie de montagne (détachée de l'artillerie de montagne divisionnaire) - régiment de cavalerie Morava - Maj Velimir Vemić |
| division Drina : Col Pavle Jurišić Šturm             | - IV régiment d'infanterie Stevan Nemanja - LtCol Dimitrije I. Dragutinović - V régiment d'infanterie Kralj Milan - LtCol Jovan Vasić - VI régiment d'infanterie Prestolonaslednik Aleksandar - LtCol Đuro Dokić - XVII régiment d'infanterie - LtCol Miladin Masalović - artillerie de campagne divisionnaire (9 batteries) - LtCol Božidar Srećković - cavalerie divisionnaire - Maj Mladen Lukićević |
| division Dunav : Col Miloš Božanović                 | - VII régiment d'infanterie Kralj Petar I - LtCol A.Glišić - VIII régiment d'infanterie Princ Aleksandar - IX régiment d'infanterie Kralj Nikola I - LtCol Panta Grujić - XVIII régiment d'infanterie Princ Đorđe - LtCol Mihailo Zisić - artillerie de campagne divisionnaire (9 batteries) - LtCol Svetozar Matić - cavalerie divisionnaire - Maj Nikola Colović |
| division Dunav (réserve) Col Mihailo Rašić           | - VII régiment d'infanterie (de réserve) - VIII régiment d'infanterie (de réserve) - IX régiment d'infanterie (de réserve) - IV régiment d'infanterie surnuméraire - LtCol Radomir Aranđelović - artillerie de campagne divisionnaire (3 batteries) - cavalerie divisionnaire |
| division Timok (de réserve) Col Dragutin Milutinović | - XIII régiment d'infanterie (de réserve) - LtCol Sava Dimitrijević - XIV régiment d'infanterie (de réserve) - XV régiment d'infanterie (de réserve) - artillerie de campagne divisionnaire (3 batteries) - LtCol Obrad Jovanović - cavalerie divisionnaire |
| artillerie d'armée                                   | - première batterie d'obusiers - sixième batterie de mortiers - première, seconde et troisième batterie lourde [canons de 120mm) |

Les armées serbes pendant 1915, la étant sur le flanc gauche.

## Première Guerre mondiale
Après l'invasion austro-hongroise de la Serbie, le général Petar Bojović fut nommé commandant-en-chef de la Première Armée. Durant la bataille de Cer, l'Armée était basée dans la zone d'Aranđelovac et servit de réserve stratégique. La plupart de ses divisions furent envoyées comme soutien aux Deuxième et Troisième Armées engagées dans la bataille. La Première Armée traversa la Save et mena l'offensive sur Syrmie (alors située en Autriche-Hongrie). Elle fut rappelée lors du début de la deuxième invasion de la Serbie, aussi connue sous le nom de bataille de la Drina. L'armée eut un rôle décisif sur l'issue de la bataille en conduisant une puissante contre-offensive envers la Sixième Armée austro-hongroise. Elle fut engagée dans certains des combats les plus acharnés, notamment lors de la bataille de Mačkov Kamen. Après un mois de guerre d'usure dans les tranchées, l'Armée austro-hongroise lança sa troisième grande offensive (bataille de Kolubara) en novembre 1914. Dans sa nouvelle configuration défensive, la Première Armée se trouva en position délicate due au grand nombre de pertes concédées lors de la bataille de la Drina et à son manque de munitions d'artillerie. Le général Petar Bojović fut blessé lors des affrontements et remplacé par le général Živojin Mišić. Ce dernier restaura le moral et la discipline des troupes, qui commençaient à vaciller, en insistant sur la nécessité de battre en retraite plus profondément dans les terres jusqu'à Gornji Milanovac.
Après avoir reçu les tant attendus obus d'artillerie de 75 mm, l'ensemble des forces serbes lança une contre-offensive en décembre 1914. La Première Armée joua un rôle décisif en perçant les lignes du Seizième Corps d'Armée austro-hongrois. Elle engagea la poursuite jusqu'à la Drina tandis que les Deuxième et Troisième Armées serbes faisaient battre en retraite la Cinquième Armée austro-hongroise. Après la bataille, le général Živojin Mišić fut promu voïvode.
Lors de la quatrième invasion de la Serbie opérée conjointement par les forces allemandes, austro-hongroises et bulgares en 1915, la Première Armée assura la défense du front occidental (le long de la Drina). Elle se trouva aux prises avec la Troisième Armée austro-hongroises mais subit moins de pertes que les autres armées serbes confrontées au feu allemand et bulgare. Le général Živojin Mišić voulu concentrer les troupes en un point donné face à l'ensemble des forces des puissances centrales mais le Haut-Commandement serbe ordonna la retraite à travers le Monténégro et l'Albanie pour rejoindre les ports italiens de Durazzo et Valona (à ce moment, l'Armée serbe était en passe d'être encerclée au Kosovo). Durant l'hiver 1915-1916, la Première Armée battit en retraite à travers les montagnes albanaises mais subit de lourdes pertes, dues à la faim, au froid, à l'épuisement et aux raids des bandes armées albanaises. L'armée serbe parvint aux ports italiens d'où elle fut évacuée par les Alliés à Corfou et dans une moindre mesure à Bizerte (alors territoire français).
En septembre 1916, la Première Armée se trouvait réorganisée et le général Živojin Mišić récupéra son poste de commandant-en-chef, initialement à Monastir puis à Thessalonique. En octobre 1918, sous le commandement du général Petar Bojović, la Première Armée prit part à l'offensive de Vardar qui permit de neutraliser les forces bulgares. Durant cette offensive, l'Armée pénétra en territoire ennemi loin devant les positions alliées et effectua une manœuvre audacieuse près de Niš qui permit de casser les dernières défenses allemandes. En récompense le général Bojović fut promu voïvode.

## Sources
- (sr) Savo Skoko & Petar Opačić, Vojvoda Stepa Stepanović, BIGZ, Belgrade, 1979.